# Jlloyd Samuel
Jlloyd Tafari Samuel (uttalas "JAY-loyd"), född 29 mars 1981 i San Fernando, Trinidad och Tobago, död 15 maj 2018 i High Legh i Cheshire, var en professionell engelsk-trinidadisk fotbollsspelare. 
Mellan 2001 och 2004 spelade Samuel sju matcher för det engelska U21-landslaget. Trots detta debuterade han sedan för Trinidad och Tobagos landslag den 6 september 2009 efter att i augusti samma år blivit medborgare i landet.
Jlloyd Samuel spelade åren 1998–2007 i det engelska laget Aston Villa. Samuel spelade 169 ligamatcher och gjorde 2 mål. 2007 skrev han på kontrakt för spel i Bolton. 2011 skrev han på för Esteghlal Tehran FC. År 2014 började han spela för Paykan i Iran.
Jlloyd Samuel avled i en bilolycka, 37 år gammal.